# Famille Ghica
La famille Ghica ou Ghika est une maison princière roumaine d'origine albanaise. 
Le premier, Gheorghe Ier Ghica s’implante dans les principautés danubiennes dès le milieu du XVIIe siècle grâce au soutien du Grand Vizir ottoman Mehmet Köprülü il y règne respectivement en 1658 et 1659.
Après avoir connu l’exil, les Ghica s’hellénisent au XVIIIe siècle et par le biais de nombreuses unions matrimoniales avec les familles phanariotes dont les Mavrocordato.
Quatre membres de la famille Ghica occupent la fonction de Grand Drogman de la « Sublime Porte » de 1717 à 1741, de 1751 à 1752 et enfin de 1758 à 1764 et dix au total règnent comme princes sur les deux principautés.
Toutefois au début du XIXe siècle c’est comme « prince national roumain » que Grigore IV Ghica est porté au pouvoir en Valachie en 1822, après l’exclusion des Phanariotes.
Des membres de la famille Ghica exerceront jusqu’au XXe siècle des hautes fonctions dans le Royaume de Roumanie.
Georges Ghica (né en Roumanie le 8 juillet 1884- Lausanne le 19 avril 1945) issu du branche cadette non régnante dite « Ghika-Brigadier », épouse à Paris le 8 juin 1910 à Paris Liane de Pougy.

## Généalogie des Drogmans Princes et hommes politiques
- Gheorghe Ier Ghica, Prince.
  - Grigore Ier Ghica, Prince.
    - Matei Ghica (1664-1708) Mare Ban.
      - Grigore II Ghica Grand Drogman et Prince.
        - Scarlat Ghica Grand Drogman et Prince
          - Alexandre Ier Ghica prince.

        - Matei Ghica Grand Drogman et Prince.

      - Alexandre Ghica Grand Drogman (1698-exécuté 1741).
        - Matei (1717-1773)
        - Ecaterina épouse Dimitri Georgiadis-Sulcaroğlu 
          - Constantin (1745-1816) [1],[2]
            - Alexandre Ghica (1768-1850)
              - Grigore V Ghica (1807-1857) Prince.
                - Jean (1830-1881) Ministre Plénipotentiaire de Roumanie à Saint-Petersbourg
                  - Vladimir Ghika prélat romain (1873-1954), béatifié en 2013, fêté le 16 mai.

        - Grigore III Ghica (1724-1777) Grand Drogman et Prince exécuté 1777.
        - Dimitrie (1724-1807) Mare Ban.
          - Grigore IV Ghica (1755-1834) Prince.
            - Grigore Ghika (1813-1859) épouse Aurélie Soubiran Ghika
            - Dimitrie Ghica (1816-1897) (premier ministre roumain).

          - Alexandre II Ghica (1796-1862) Prince.
          - Scarlat (1750-1810)
            - Dumitru Tache (1784-1844) 
              - Ion Ghica (1816-1897) (premier ministre roumain) : Postérité[3].

## Autres personnalités
- Alexandru Ghica (1902-1964), mathématicien roumain.